# Janapar
Janapar è un sentiero tracciato attraverso le montagne, le vallate ed i villaggi della ex repubblica dell'Artsakh (precedentemente denominata repubblica del Nagorno Karabakh). Il percorso, che lungo la sua rotta passa nei pressi di monasteri e fortezze, è suddiviso in sezioni giornaliere con la possibilità di sosta notturna al termine di ogni giornata di cammino. Il tracciato esiste da secoli ma non era mai stato marcato ufficialmente per gli escursionisti.

## Himnakan Janapar
Lo Himnakan Janapar (letteralmente "il sentiero spina dorsale), tracciato ufficialmente nel 2007, conduce alla regione nord occidentale di Shahumian partendo dalla città meridionale di Hadrut.  Dal tracciato principale si diramano sentieri laterali e secondari che conducono ad altre parti del Nagorno Karabakh. Lungo il percorso si trovano importanti siti quali il monastero di Dadivank, il monastero di Gandzasar, la città di Shushi, il profondo canyon Karkar, le cascate di Zontik, le rovine di Hunot, il bimillenario albero di Skhtorashen, le grotte di Azokh e il Monastero di Gtčavank'.
L'intero percorso si snoda per 190 km e tocca anche la ex capitale dell'Artsakh Stepanakert. Le tappe hanno una lunghezza media di 18 km ed in alcuni casi presentano variazioni altimetriche piuttosto severe che richiedono una certa abitudine alle escursioni di media montagna. Non è necessaria attrezzatura da campeggio in quanto  è sempre possibile trovare alloggio nei villaggi lungo il percorso il cui tempo complessivo di percorrenza è di circa 14 giorni.

## Il simbolo del Janapar
Il simbolo del sentiero è il profilo del territorio dell'Oblast Autonomo del Nagorno Karabakh con cinque cerchi in alto. Nel suo complesso la figura richiama l'impronta di un piede.

## Il percorso
Qui di seguito sono indicate le tappe del percorso così come rappresentate nel sito ufficiale. La prima parte da Hadrut a Stepanakert è indicata come "ben marcata", mentre carenza di segnalazioni può incontrarsi nella seconda parte verso nord. Dopo Karvachar potrebbero essere necessari permessi per proseguire oltre.
| Sezione                    | Marcatura | Descrizione                                                                                          | Distanza | Difficoltà      |
| -------------------------- | --------- | --- | -------- | --------------- |
| Hadrut > Togh              | sì        | Verso nord passando per Spitak Khach Vank (monastero della pietra bianca)                            | 16 km    | media           |
| Togh > Azokh               | sì        | Intorno al monte Togh fino al monastero di Gtčavank'                                                 | 18 km    | media           |
| Azokh > Karmir Shuka       | sì        | Attraverso i campi sotto Karmir Shuka, quindi su per la montagna e poi giù fino alle grotte di Azokh | 11 km    | media           |
| Karmir Shuka > Avetaranots | sì        | Piccola cascata e il grande albero Skhtorashen                                                       | 15 km    | media           |
| Avetaranots > Karintak     | sì        | Attraverso colline boscose e campi                                                                   | 16 km    | media-difficile |
| Karintak > Shushi          | sì        | La spettacolare gola di Hunot e le cascate Zontik                                                    | 10 km    | media-difficile |
| Shushi > Step'anakert      | sì        | Le due capitali                                                                                      | 14 km    | media           |
| Step'anakert > Patara      | no        | Comodo sentiero collinare                                                                            | 17 km    | facile          |
| Patara > Kolatak           | no        | Un intero giorno per le montagne ricoperte di selvagge foreste                                       | 17 km    | difficile       |
| Kolatak > Vank             | no        | Lungo i fiumi e per montagne boscose, monastero                                                      | 20 km    | Media           |
| Vank > Vaghuhas            | no        | Il meraviglioso monastero di Gandzasar                                                               | 14 km    | media           |
| Vaghuhas > Dadivank        | no        | Lungo il fiume Tartar fino al famoso monastero                                                       | 22 km    | facile          |
| Dadivank > Zuar            | no        | Fino alle sorgenti termali di Zuar                                                                   | 19 km    | facile          |
| Zuar > Karvachar           | no        | Escursione fino al villaggio di Nor Manashid                                                         | 25 km    | media           |
| Karvachar > Tsar           | no        | Da Karvachar ascesa lungo un canyon con geyser fino al villaggio di Tsar sull'altopiano dell'Artsakh | 25 km    | media           |
| Tsar > Vardenis            | no        | Dall'altopiano si valica la cresta e si scende in Armenia fino al lago Sevan in Armenia              | 25 km    | media           |

## Galleria d'immagini
Alcune foto lungo il Janapar

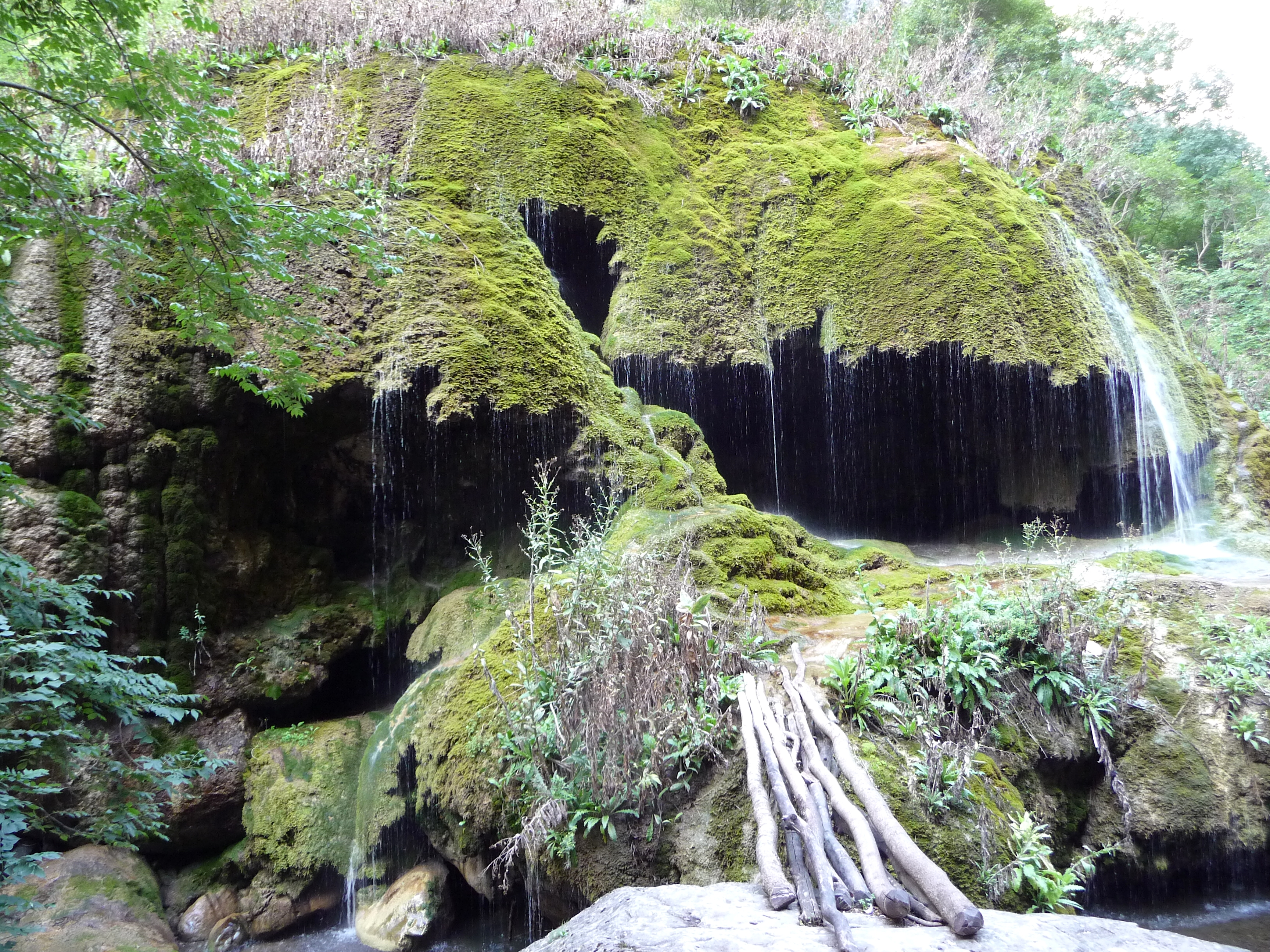
Cascate Zontik
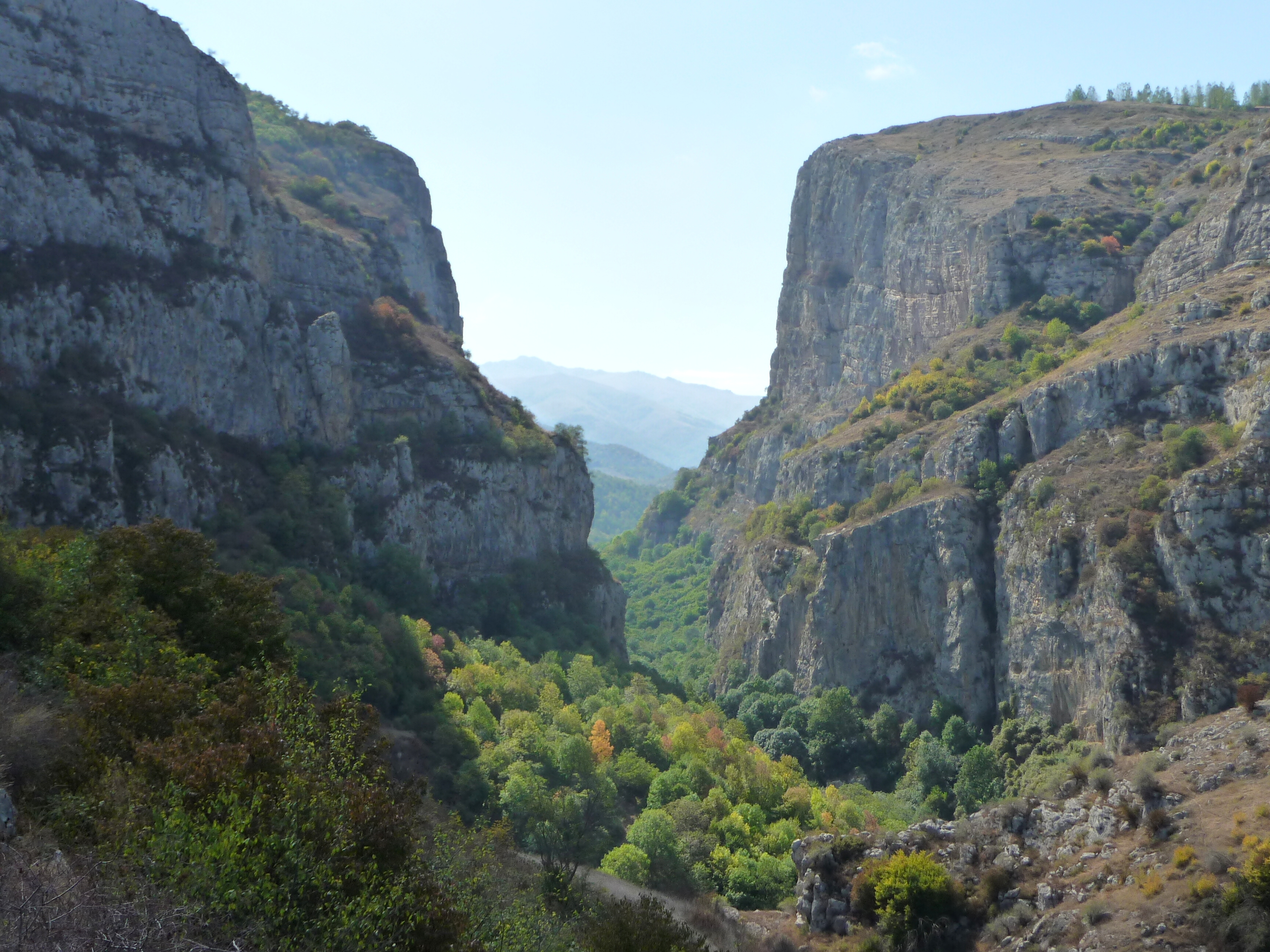
Karkar Canyon
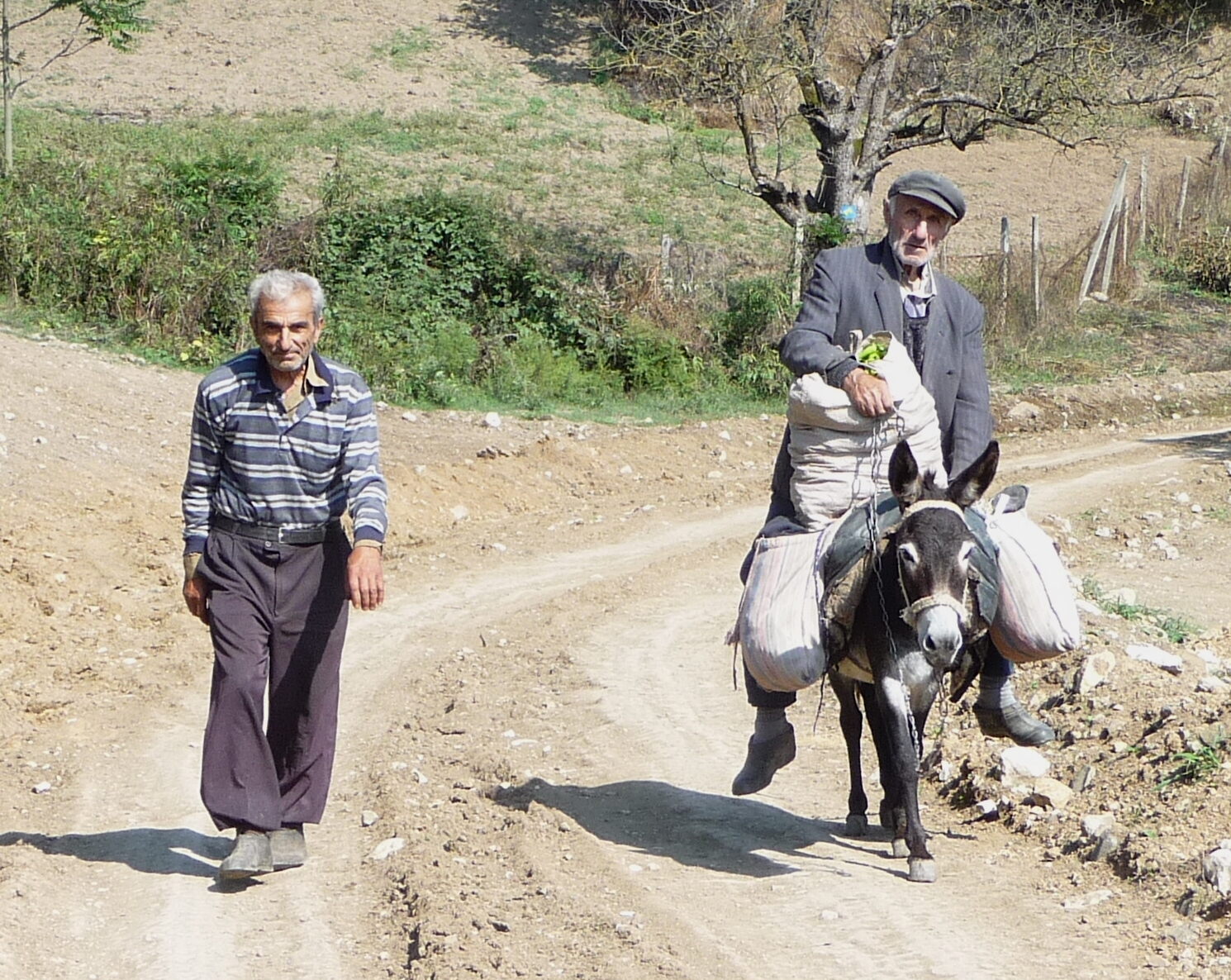
Un tratto di sentiero
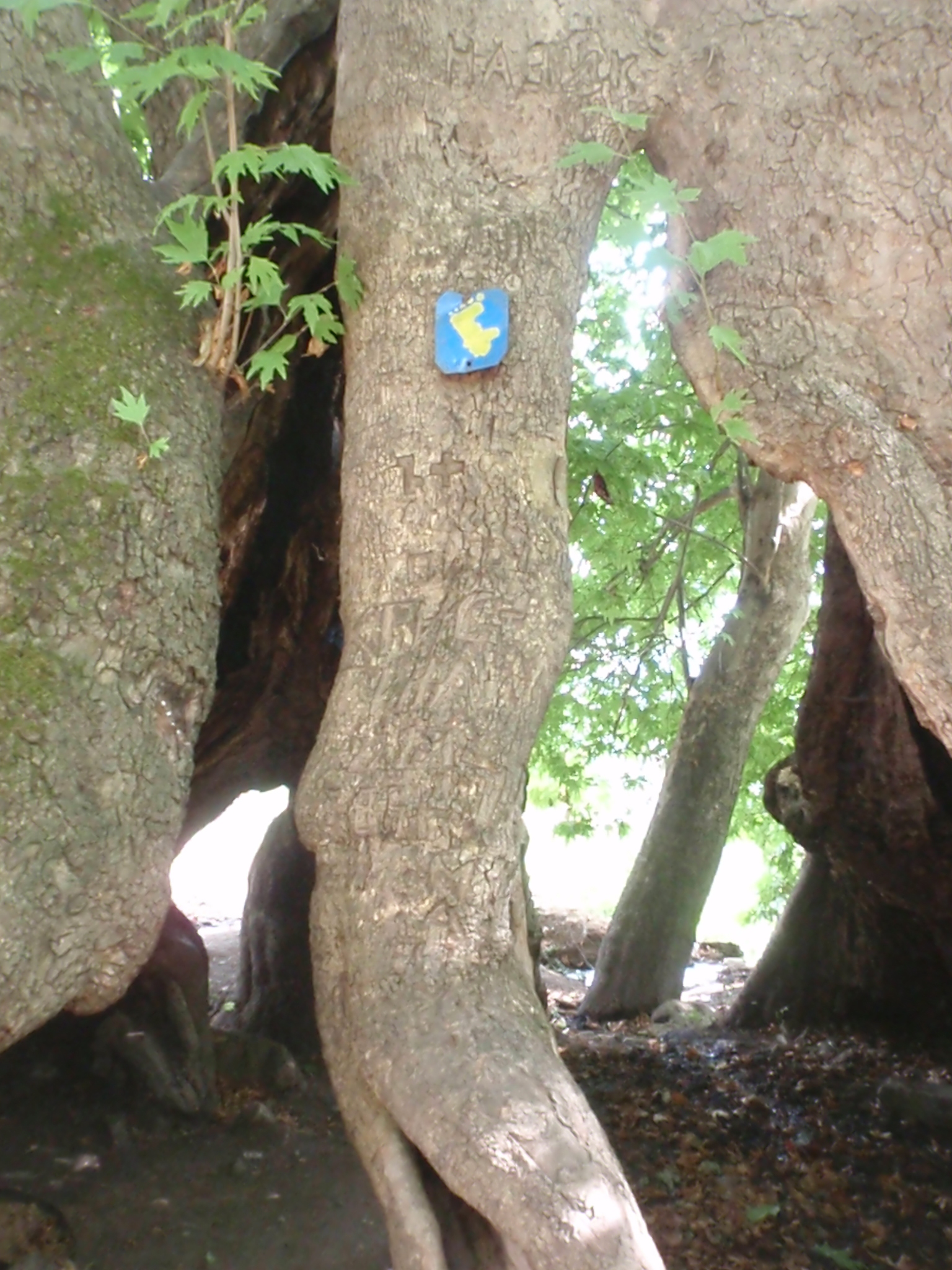
Presso l'albero di Skhtorashen
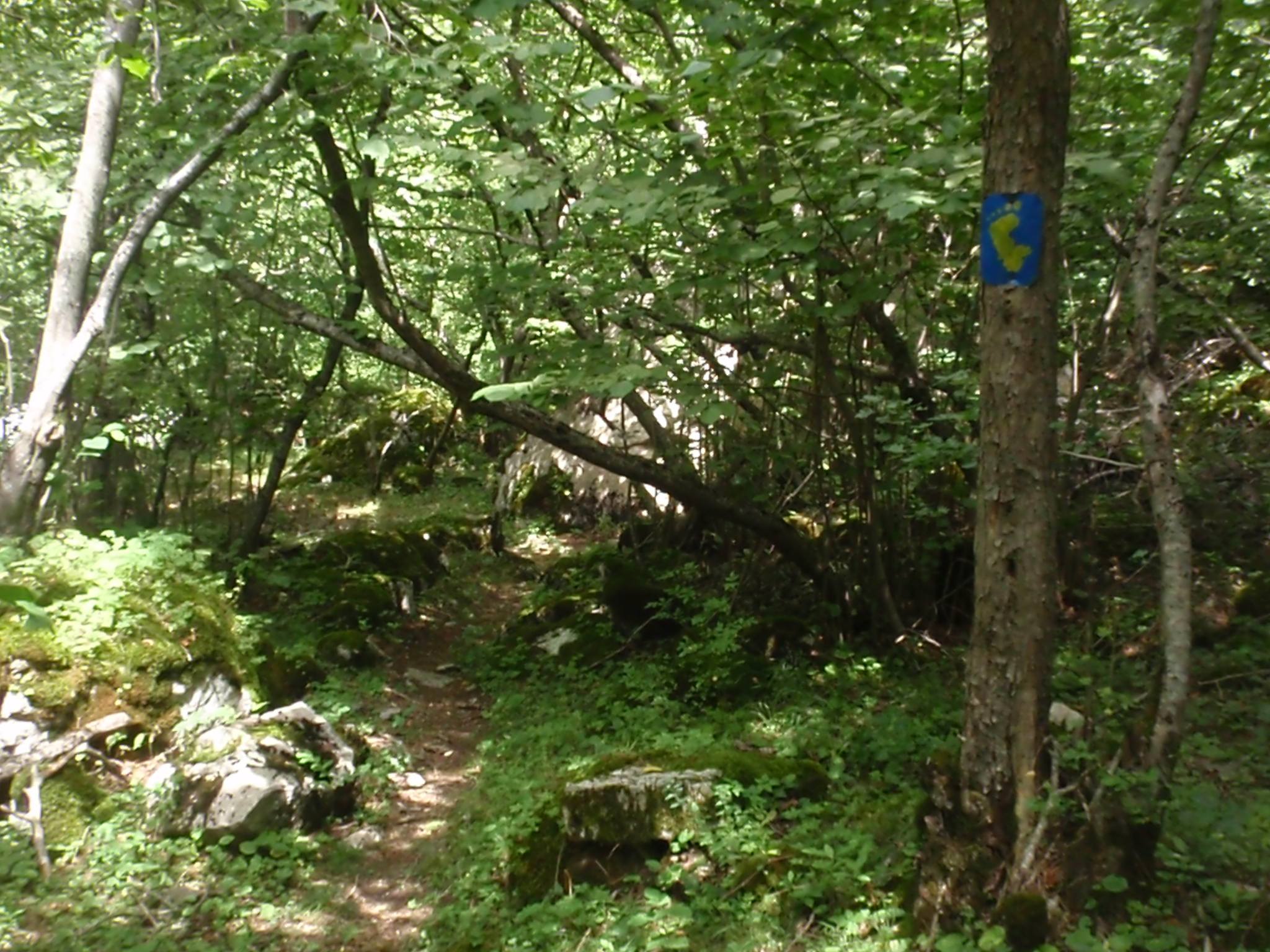
Presso il villaggio di Qarin Tak
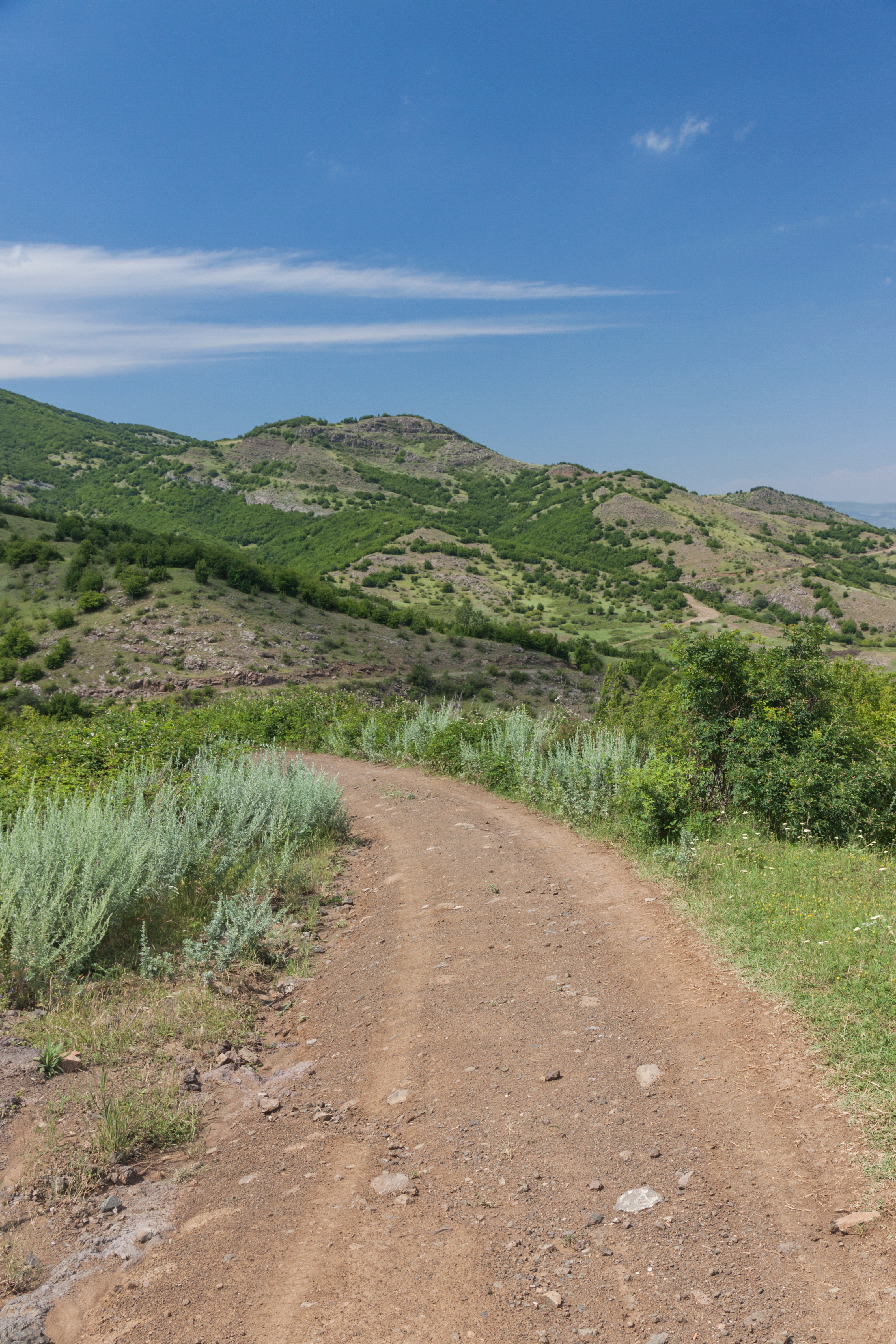
Tra Shushi e Stepanakert
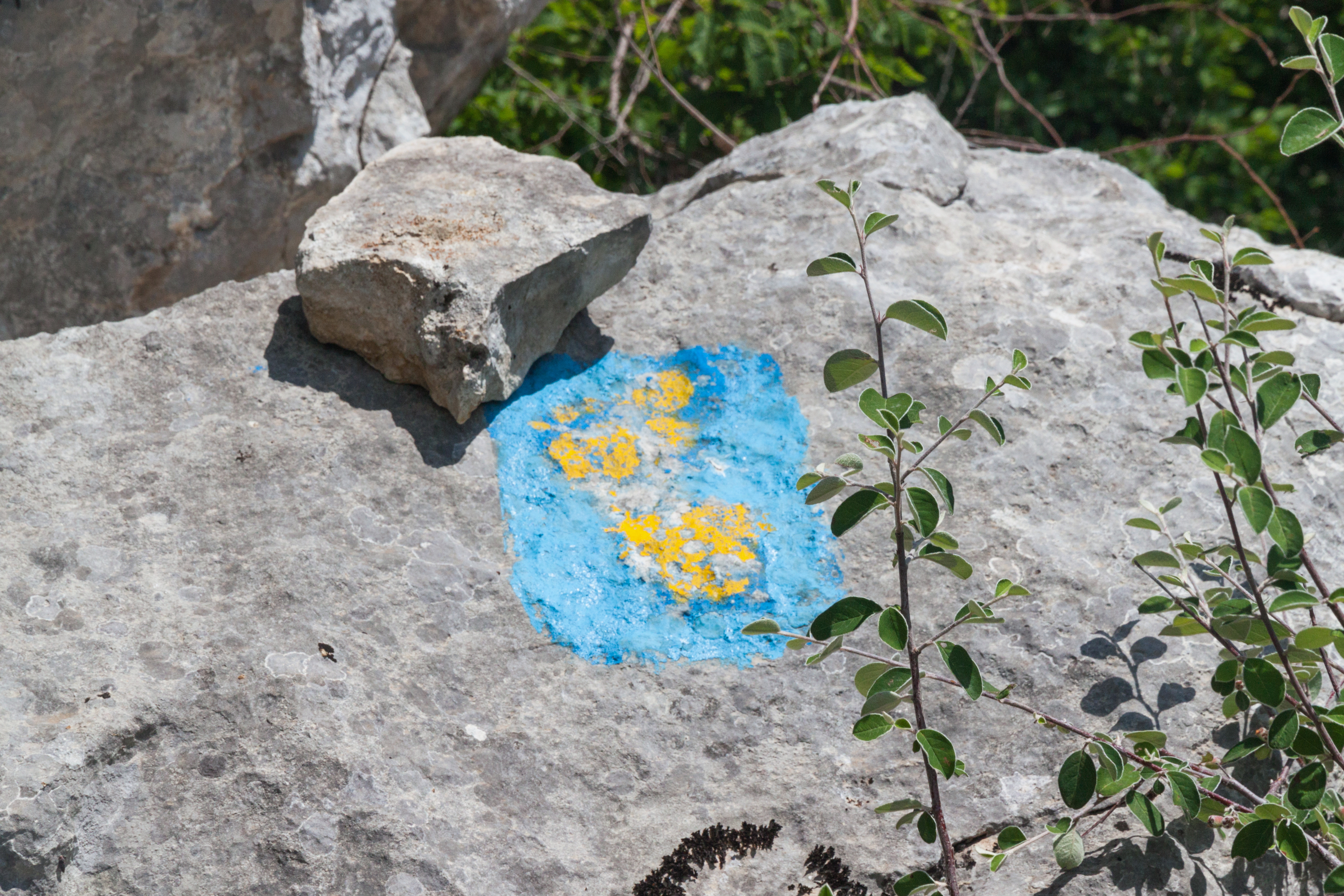
Segnali sul sentiero